# I due cugini
I due cugini (Long xiao ye) è un film del 1982 diretto ed interpretato da Jackie Chan, concepito come seguito de Il ventaglio bianco. Mai uscito nei cinema italiani arrivò qui direttamente in homevideo nel 1989.

## Trama
Dragon (Jackie Chan) e Chin (Mars) sono due cugini che si innamorano della stessa ragazza, entrando quindi in lotta tra loro per conquistare il cuore della giovane. Ma i due incappano in una banda di trafficanti di oggetti antichi intenzionati ad uccidere i due.

## Riconoscimenti
- 1983 - Hong Kong Film Awards
  - Nomination Miglior coreografia d'azione a Jackie Chan, Hark-On Fung e Yuen Kuni